# Att göra en pudel (film)
Denna artikel handlar om filmen, för talesättet, se Göra en pudel.
Att göra en pudel är en svensk romantisk komedifilm från 2006 i regi av Anette Winblad von Walter.

## Handling
Rita (Eva Röse) arbetar på en hårsalong för hundar, drömmer sig bort med harlequinromaner och tar hand om sin adoptivmamma Edith (Lena Nyman). Knut (Niklas Engdahl) är skjutjärnsjournalist vid en kvällstidning, ständigt på jakt efter nya avslöjanden och säljande reportage. De båda träffas på en "lär känna dig själv"-kurs på en kurort.
Bihandlingen handlar om den rasistiska Ediths problematiska förhållande till sin nya hemtjänst, den svarte Samir (Eagle-Eye Cherry).

## Skådespelare (urval)
- Eva Röse – Rita
- Lena Nyman – Edith
- Niklas Engdahl – Knut
- Eagle-Eye Cherry – Samir